# Filmografia de Steve Martin

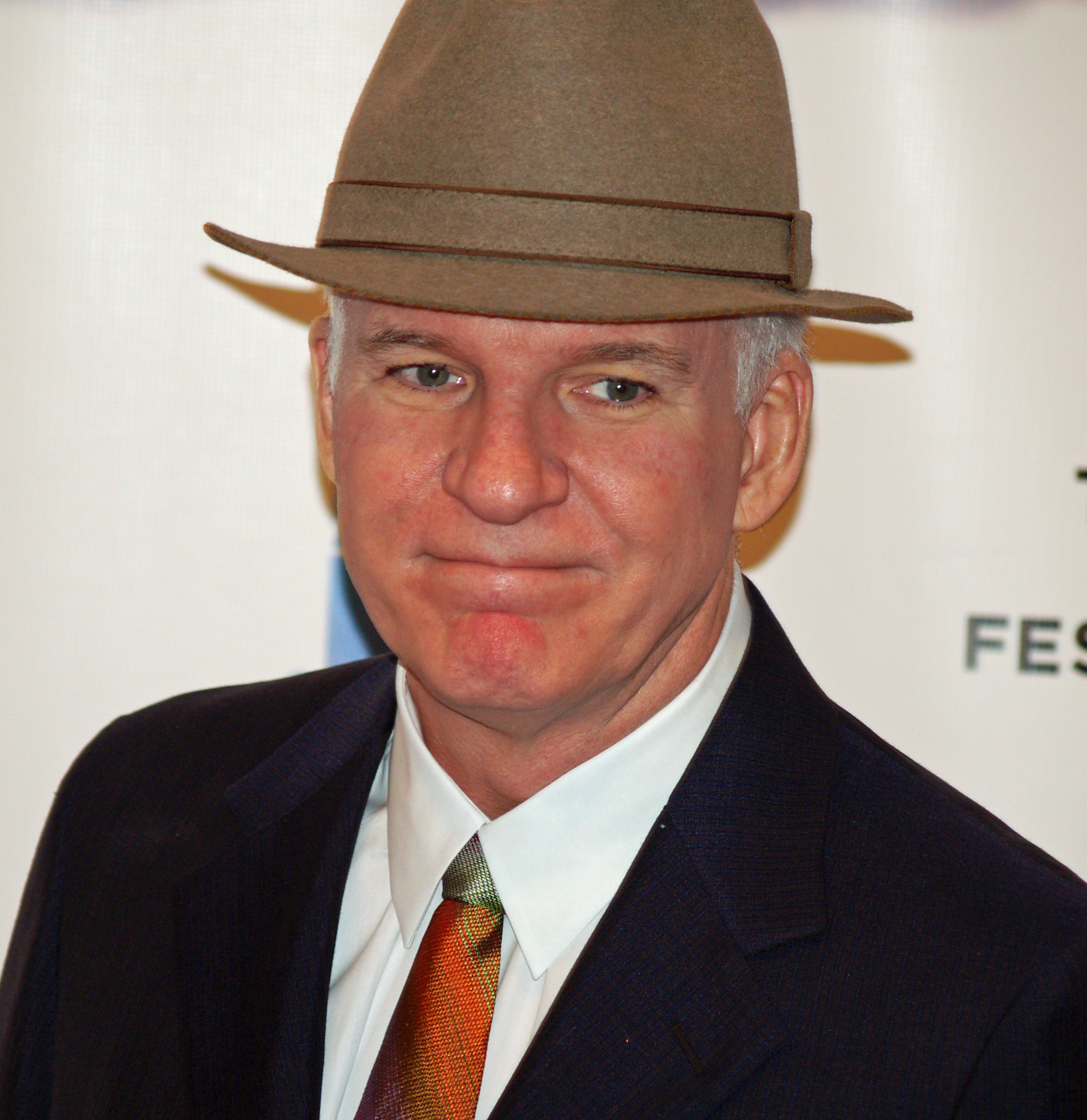
Steve Martin em 2008 na estreia do filme "Baby Mama", no Tribeca Film Festival, Nova York.

Steve Martin estrelou em1979 o filme The Jerk, seu primeiro papel de destaque no cinema. O filme foi um enorme sucesso e Martin chegou a ser apontado pelo público como um 'novo Jerry Lewis', apesar do estilo de humor diferente de ambos.
Ao longo dos anos, Martin continuou a estrelar sucessos, como The Man with Two Brains (1983), Three Amigos (1986), Roxanne (1987), Planes, Trains & Automobiles (1987), Father of the Bride (1991), Cheaper by the Dozen (2003) e The Pink Panther (2006).
Na televisão, Martin já apresentou 15 vezes o Saturday Night Live, perdendo apenas para Alec Baldwin, que já apresentou o programa 17 vezes. Martin já apresentou por três vezes a Cerimônia do Oscar (em 2001, 2003 e 2010), na terceira vez junto com Baldwin.

## Cinema
| Ano  | Filme                                  | Papel | Papel    | Papel      | Papel                                        | Diretor       |
| Ano  | Filme                                  | Ator  | Produtor | Roteirista | Papel                                        | Diretor       |
| ---- | -------------------------------------- | ----- | -------- | ---------- | -------------------------------------------- | ------------- |
| 1972 | Another Nice Mess                      | Sim   |          |            | Hippie                                       |               |
| 1977 | The Absent-Minded Waiter               | Sim   |          | Sim        | Steven                                       |               |
| 1978 | Sgt. Pepper's Lonely Hearts Club Band  | Sim   |          |            | Dr. Maxwell Edison                           |               |
| 1979 | The Muppet Movie                       | Sim   |          |            | Garçom do jantar romântico de Kermit e Piggy |               |
| 1979 | The Kids Are Alright                   | Sim   |          |            |                                              |               |
| 1979 | The Jerk                               | Sim   |          | Sim        | Navin R. Johnson                             | Carl Reiner   |
| 1981 | Pennies from Heaven                    | Sim   |          |            | Arthur                                       | Herbert Ross  |
| 1982 | Dead Men Don't Wear Plaid              | Sim   |          | Sim        | Rigby Reardon                                |               |
| 1983 | The Man with Two Brains                | Sim   |          | Sim        | Dr. Michael Hfuhruhurr                       | Carl Reiner   |
| 1984 | The Lonely Guy                         | Sim   |          |            | Larry Hubbard                                |               |
| 1984 | All of Me                              | Sim   |          |            | Roger Cobb                                   |               |
| 1985 | Movers & Shakers                       | Sim   |          |            | Fabio Longio                                 |               |
| 1986 | Three Amigos                           | Sim   | Sim      | Sim        | Lucky Day                                    |               |
| 1986 | Little Shop of Horrors                 | Sim   |          |            | Orin Scrivello                               | Frank Oz      |
| 1987 | Roxanne                                | Sim   | Sim      | Sim        | C. D. Bales                                  | Fred Schepisi |
| 1987 | Planes, Trains and Automobiles         | Sim   |          |            | Neal Page                                    |               |
| 1988 | Dirty Rotten Scoundrels                | Sim   |          |            | Freddy Benson                                |               |
| 1989 | Parenthood                             | Sim   |          |            | Gil Buckman                                  | Ron Howard    |
| 1990 | My Blue Heaven                         | Sim   |          |            | Vinnie Antonelli                             |               |
| 1991 | L.A. Story                             | Sim   | Sim      | Sim        | Harris K. Telemacher                         | Mick Jackson  |
| 1991 | Father of the Bride                    | Sim   |          |            | George Banks                                 | Charles Shyer |
| 1991 | Grand Canyon                           | Sim   |          |            | Davis                                        |               |
| 1992 | Housesitter                            | Sim   |          |            | Newton Davis                                 |               |
| 1992 | Leap of Faith                          | Sim   |          |            | Jonas Nightengale                            |               |
| 1993 | And the Band Played On                 | Sim   |          |            | Irmão do paciente                            |               |
| 1994 | A Simple Twist of Fate                 | Sim   | Sim      | Sim        | Michael McCann                               |               |
| 1994 | Mixed Nuts                             | Sim   |          |            | Philip                                       |               |
| 1995 | Father of the Bride Part II            | Sim   |          |            | George Banks                                 | Charles Shyer |
| 1996 | Sgt. Bilko                             | Sim   |          |            | Sargento Ernest G. Bilko                     | Jonathan Lynn |
| 1997 | The Spanish Prisoner                   | Sim   |          |            | Jimmy Dell                                   |               |
| 1998 | The Prince of Egypt                    | Sim   |          |            | Hotep (voz)                                  |               |
| 1999 | The Out-of-Towners (1999)              | Sim   |          |            | Henry Clark                                  |               |
| 1999 | Bowfinger                              | Sim   |          | Sim        | Bobby B. Bowfinger                           |               |
| 1999 | The Venice Project                     | Sim   |          |            | Ele mesmo                                    |               |
| 1999 | Fantasia 2000                          | Sim   |          |            | Apresentador (segmento: "Pinheiros de Roma") |               |
| 2000 | Joe Gould's Secret                     | Sim   |          |            | Charlie Duell                                |               |
| 2001 | Novocaine                              | Sim   |          |            | Frank Sangster                               |               |
| 2003 | Bringing Down the House                | Sim   |          |            | Peter Sanderson                              |               |
| 2003 | Looney Tunes: Back in Action           | Sim   |          |            | Sr. Presidente                               | Joe Dante     |
| 2003 | Cheaper by the Dozen                   | Sim   |          |            | Tom Baker                                    |               |
| 2004 | Jiminy Glick in Lalawood               | Sim   |          |            |                                              |               |
| 2005 | Shopgirl                               | Sim   | Sim      | Sim        | Ray Porter                                   |               |
| 2005 | Cheaper by the Dozen 2                 | Sim   |          |            | Tom Baker                                    |               |
| 2005 | Disneyland: The First 50 Magical Years | Sim   |          |            |                                              |               |
| 2006 | The Pink Panther                       | Sim   |          | Sim        | Inspetor Jacques Clouseau                    | Shawn Levy    |
| 2008 | Baby Mama                              | Sim   |          |            | Barry                                        |               |
| 2009 | The Pink Panther 2                     | Sim   |          | Sim        | Inspetor Jacques Clouseau                    | Harald Zwart  |
| 2009 | It's Complicated                       | Sim   |          |            | Adam Schaffer                                |               |
| 2011 | The Big Year                           | Sim   |          |            | Stu Preissler                                |               |
| 2015 | Home                                   | Sim   |          |            | Capitão Smek (voz)                           |               |
| 2015 | Love the Coopers                       | Sim   |          |            | Narrador / Regs, o cão (voz)                 |               |
| 2016 | Billy Lynn's Long Halftime Walk        | Sim   |          |            | Norm Oglesby                                 |               |

## Televisão
| Ano                 | Título                                                                              | Papel                                              | Nota                                                           |
| ------------------- | ----------------------------------------------------------------------------------- | -------------------------------------------------- | -------------------------------------------------------------- |
| 1967                | Off to See the Wizard                                                               | Simon the Pieman                                   | Episódio: "Who's Afraid of Mother Goose?"                      |
| 1968–69             | The Smothers Brothers Comedy Hour                                                   | Ele mesmo                                          | 4 episódios                                                    |
| 1970                | The Ray Stevens Show                                                                | Ele mesmo                                          | Episódio: "1.4"                                                |
| 1971–1973           | The Sonny and Cher Comedy Hour                                                      | Vários personagens                                 | 13 episódios                                                   |
| 1972                | The Ken Berry 'Wow' Show                                                            | Regular                                            |                                                                |
| 1972–1973           | Half the George Kirby Comedy Hour                                                   | Ele mesmo                                          | 2 episódios                                                    |
| 1974                | The Funnier Side of Eastern Canada                                                  | Ele mesmo                                          | Martin's first solo TV special, sponsored by Air Canada.       |
| 1975                | The Smothers Show                                                                   | Ele mesmo                                          | Episódio: "1.10"                                               |
| 1976                | Doc                                                                                 | Brian Bogert                                       | Episódio: "My Son, the Father"                                 |
| 1976                | Saturday Night Live                                                                 | Ele mesmo                                          | Episódio: "Steve Martin/Kinky Friedman"                        |
| 1977                | Saturday Night Live                                                                 | Ele mesmo                                          | Episódio: "Steve Martin/The Kinks"                             |
| 1977                | Saturday Night Live                                                                 | Ele mesmo                                          | Episódio: "Steve Martin/Jackson Browne"                        |
| 1977                | The Muppet Show                                                                     | Ele mesmo                                          | Episódio: "Steve Martin"                                       |
| 1978                | The Carol Burnett Show                                                              | Ele mesmo / Richard Dryface (As the Stomach Turns) | Temporada 11, Episódio 21                                      |
| 1978                | Steve Martin: A Wild and Crazy Guy                                                  | Ele mesmo                                          | Especial de TV                                                 |
| 1978                | Saturday Night Live                                                                 | Ele mesmo (apresentador)                           | Episódio: "Steve Martin/Randy Newman & Dirt Band"              |
| 1978                | Saturday Night Live                                                                 | Ele mesmo (apresentador)                           | Episódio: "Steve Martin/The Blues Brothers"                    |
| 1978                | Saturday Night Live                                                                 | Ele mesmo (apresentador)                           | Episódio: "Steve Martin/Van Morrison"                          |
| 1979                | Saturday Night Live                                                                 | Ele mesmo (apresentador)                           | Episode: "Steve Martin/Blondie"                                |
| 1980                | Saturday Night Live                                                                 | Ele mesmo (apresentador)                           | Episódio: "Steve Martin/Paul McCartney, Linda McCartney & 3-D" |
| 1980                | All Commercials... A Steve Martin Special                                           | Ele mesmo                                          | Especial de TV                                                 |
| 1980                | Steve Martin: Comedy is Not Pretty                                                  | Ele mesmo                                          | Especial de TV                                                 |
| 1981                | Steve Martin's Best Show Ever                                                       | Ele mesmo                                          | Especial de TV                                                 |
| 1982                | Twilight Theater                                                                    | Vários personagens                                 |                                                                |
| 1983                | The Winds of Whoopie                                                                | Ele mesmo                                          | Especial de TV                                                 |
| 1987                | The Tracey Ullman Show                                                              | Rusty DeClure                                      | Episódio: "2.1"                                                |
| 1987                | Saturday Night Live                                                                 | Ele mesmo (apresentador)                           | Episódio: "Steve Martin/Sting"                                 |
| 1989                | Saturday Night Live                                                                 | Ele mesmo (apresentador)                           | Episódio: "Steve Martin/Tom Petty and the Heartbreakers"       |
| 1991                | Saturday Night Live                                                                 | Ele mesmo (apresentador)                           | Episódio: "Steve Martin/James Taylor"                          |
| 1994                | Saturday Night Live                                                                 | Ele mesmo (apresentador)                           | Episódio: "Steve Martin/Eric Clapton"                          |
| 1998                | Scene by Scene                                                                      | Ele mesmo                                          | Episódio: "Steve Martin"                                       |
| 1998                | Saturday Night Live                                                                 | Georg Festrunk (não creditado)                     | Episódio: "Cameron Diaz/Smashing Pumpkins"                     |
| 1998                | The Simpsons                                                                        | Ray Patterson (voz)                                | Episódio: "Trash of the Titans"                                |
| 2001                | Oscar 2001                                                                          | Ele mesmo (apresentador)                           | Especial de TV                                                 |
| 2003                | Oscar 2003                                                                          | Ele mesmo (apresentador)                           | Especial de TV                                                 |
| 2006                | Saturday Night Live                                                                 | Ele mesmo (apresentador)                           | Episode: "Steve Martin/Prince"                                 |
| 2008                | 30 Rock                                                                             | Gavin Volure                                       | Episódio: "Gavin Volure"                                       |
| 2009                | Saturday Night Live                                                                 | Ele mesmo                                          | Episódio: "Steve Martin/Jason Mraz"                            |
| 2010                | Oscar 2010                                                                          | Ele mesmo (co-apresentador)                        | Especial de TV                                                 |
| 2012                | Saturday Night Live                                                                 | Cara / Ele mesmo                                   | Episódio: "Mick Jagger"                                        |
| 2015                | Saturday Night Live                                                                 | Rei Tut / Ele mesmo                                | Episódio: "40th Anniversary Special"                           |
| 2016                | Maya & Marty                                                                        | Ele mesmo                                          | 3 episódios                                                    |
| 2017                | Oh, Hello On Broadway                                                               | Ele mesmo                                          | Especial da Netflix                                            |
| 2018                | Steve Martin and Martin Short: An Evening You Will Forget for the Rest of Your Life | Ele mesmo                                          | Especial da Netflix                                            |
| 2021- a atualmente. | Only Murders in the Building                                                        | Charles-Haden Savage                               | hulu. Star+ no Brasil.                                         |

## Teatro
| Ano  | Título        | Nota                  |
| ---- | ------------- | --------------------- |
| 2014 | Bright Star   | Escritor e compositor |
| 2016 | Meteor Shower | Escritor              |